# Federazione di pattinaggio del Cile
La Federazione di pattinaggio del Cile (spː Federacion Chilena de Hockey y Patin) è l'organo nazionale cileno che governa e gestisce tutti gli sport rotellistici ed ha lo scopo di organizzare, disciplinare e sviluppare tali discipline.

La sede della federazione è a Ñuñoa.

L'attuale presidente è Roberto Rodriguez Manrriquez.

## Discipline
Le discipline ufficialmente affiliate alla federazione sono le seguenti:
- Hockey su pista
- Hockey in linea
- Pattinaggio freestyle
- Pattinaggio artistico
- Pattinaggio corsa
- Skateboard
- Skiroll